# Ultra Records
Ultra Records este o casă de discuri americană deținută de Sony Music Entertainment care înregistrează videoclipuri bazată mai mult pe muzică electronică. Compania lucrează pe teritoriile Statelor Unite și Regatului Unit. A luat naștere în anul 1995 în New York City, unde s-au extins numeroase sedii și în Marea Britanie. Aceasta a făcut un parteneriat cu Sony Music pe 23 ianuarie 2013.